# Wei Yongli
Wei Yongli (chiń. 韦永丽; ur. 11 października 1991 w Baise) – chińska lekkoatletka, sprinterka. Pięciokrotna mistrzyni Azji, halowa mistrzyni Azji, wielokrotna mistrzyni igrzysk azjatyckich i igrzysk Azji Wschodniej, trzykrotna uczestniczka letnich igrzysk olimpijskich (Londyn, Rio de Janeiro, Tokio).

## Przebieg kariery
Debiutowała w medalowej imprezie w 2010 roku, biorąc udział w mistrzostwach kraju, w których uczestniczyła w konkurencji biegu na 100 m i awansowała do finału, zajmując w nim 6. pozycję. W 2011 wystartowała w mistrzostwach Azji i w debiutanckim występie w zawodach tej rangi zdobyła dwa srebrne medale – w biegu na 100 m i w sztafecie 4 × 100 m. W tym samym roku po raz pierwszy w karierze wystartowała w mistrzostwach świata w Daegu, gdzie wystąpiła w konkurencji sztafety 4 × 100 m, chińska sztafeta z jej udziałem została jednak zdyskwalifikowana w eliminacjach. W 2012 roku wywalczyła złoty medal halowych mistrzostw Azji w konkurencji biegu na 60 m, niedługo później wystartowała w halowych mistrzostwach świata, na których odpadła w półfinale biegu na 60 m (zajęła 5. pozycję).
W ramach igrzysk olimpijskich rozgrywanych w Londynie wystąpiła w konkurencji biegu na 100 m. Odpadła już w eliminacjach, w tej fazie zmagań zajęła 6. pozycję z rezultatem czasowym 11,48.
W 2013 roku otrzymała dwa tytuły mistrzyni Azji – w konkurencji biegu na 100 m oraz sztafety 4 × 100 m. Ponownie startowała w mistrzostwach świata, ale bez większych sukcesów. Na igrzyskach Azji Wschodniej udało jej się zdobyć trzy złote medale – w konkurencji biegu na 100 i 200 m oraz sztafety 4 × 100 m. W 2014 roku zdobyła trzy medale igrzysk azjatyckich, które były rozgrywane w Inczonie – złoty w biegu na 100 m i sztafecie 4 × 100 m oraz srebrny w biegu na 200 m. W 2015 do swej zdobyczy medalowej dołożyła kolejne dwa medale mistrzostw Azji, złoty w sztafecie 4 × 100 m oraz brązowy w biegu na 100 m.
Podczas igrzysk olimpijskich w Rio de Janeiro brała udział w dwóch konkurencjach. W biegu na 100 m ponownie odpadła w eliminacjach, zajmując w tej fazie 5. pozycję z rezultatem 11,48. Natomiast w sztafecie 4 × 100 m zajęła z koleżankami z kadry 4. pozycję w eliminacjach (z rezultatem czasowym 42,70) i również nie awansowała do dalszej fazy zmagań.
W 2018 została trzykrotną medalistką igrzysk azjatyckich – w konkurencji biegu na 100 i 200 m zdobyła brązowy medal, natomiast w sztafecie 4 × 100 m otrzymała srebrny medal. Rok później otrzymała na mistrzostwach Azji w Dosze złoty medal w sztafecie 4 × 100 m oraz brązowy medal w biegu na 100 m.
W swym trzecim występie olimpijskim, który miał miejsce w Tokio, zawodniczka ponownie wystartowała w dwóch konkurencjach. W konkurencji biegu na 100 m zajęła w eliminacjach 7. pozycję z rezultatem czasowym 11,48 i nie awansowała do dalszej fazy zmagań. W konkurencji sztafet 4 × 100 m zaś chińska sztafeta z jej udziałem zakwalifikowała się do finału i w tej fazie zajęła 6. pozycję z rezultatem 42,71.
W swej karierze wywalczyła pięć tytułów mistrzyni Chin, dokonała tego w 2012 roku (w konkurencjach biegu na 100 i 200 m, jak również sztafety 4 × 100 m) i 2015 roku (w konkurencjach biegu na 100 i 200 m). Jest też dwukrotną halową mistrzynią kraju – w 2011 zdobyła złoty medal zarówno w biegu na 60, jak i na 200 metrów.

## Osiągnięcia
| Rok     | Zawody                      | Miasto         | Miejsce | Konkurencja        | Wynik   |
| ------- | --------------------------- | -------------- | ------- | ------------------ | ------- |
| 2011    | Mistrzostwa Azji            | Kobe           | 2.      | bieg na 100 m      | 11,70   |
| 2011    | Mistrzostwa Azji            | Kobe           | 2.      | sztafeta 4 × 100 m | 44,23   |
| 2011    | Mistrzostwa świata          | Daegu          | DSQ H   | sztafeta 4 × 100 m | N/A     |
| 2012    | Halowe mistrzostwa Azji     | Hangzhou       | 1.      | bieg na 60 m       | 7,37    |
| 2012    | Halowe mistrzostwa świata   | Stambuł        | 5. SF   | bieg na 60 m       | 7,35    |
| 2012    | Letnie igrzyska olimpijskie | Londyn         | 6. H    | bieg na 100 m      | 11,48   |
| 2013    | Mistrzostwa Azji            | Pune           | 1.      | bieg na 100 m      | 11,29   |
| 2013    | Mistrzostwa Azji            | Pune           | 1.      | sztafeta 4 × 100 m | 44,01   |
| 2013    | Mistrzostwa świata          | Moskwa         | 7. H    | sztafeta 4 × 100 m | 44,22   |
| 2013    | Igrzyska Azji Wschodniej    | Tiencin        | 1.      | bieg na 100 m      | 11,57   |
| 2013    | Igrzyska Azji Wschodniej    | Tiencin        | 1.      | bieg na 200 m      | 23,71   |
| 2013    | Igrzyska Azji Wschodniej    | Tiencin        | 1.      | sztafeta 4 × 100 m | 43,66   |
| 2014    | Halowe mistrzostwa świata   | Sopot          | 6. SF   | bieg na 60 m       | 7,30    |
| 2014    | Igrzyska azjatyckie         | Inczon         | 1.      | bieg na 100 m      | 11,48   |
| 2014    | Igrzyska azjatyckie         | Inczon         | 2.      | bieg na 200 m      | 23,27   |
| 2014    | Igrzyska azjatyckie         | Inczon         | 1.      | sztafeta 4 × 100 m | 42,83   |
| 2015    | Mistrzostwa Azji            | Wuhan          | 3.      | bieg na 100 m      | 11,46   |
| 2015    | Mistrzostwa Azji            | Wuhan          | 1.      | sztafeta 4 × 100 m | 43,10   |
| 2015    | Mistrzostwa świata          | Pekin          | 8. SF   | bieg na 100 m      | 11,27   |
| 2015    | Mistrzostwa świata          | Pekin          | 4. H    | sztafeta 4 × 100 m | 43,18   |
| 2016    | Halowe mistrzostwa świata   | Portland       | 6. SF   | bieg na 60 m       | 7,28    |
| 2016    | Letnie igrzyska olimpijskie | Rio de Janeiro | 5. H    | bieg na 100 m      | 11,48   |
| 2016    | Letnie igrzyska olimpijskie | Rio de Janeiro | 4. H    | sztafeta 4 × 100 m | 42,70   |
| 2017    | IAAF World Relays           | Nassau         | 3.      | sztafeta 4 × 100 m | 43,11   |
| 2017    | IAAF World Relays           | Nassau         | 3. H    | sztafeta 4 × 200 m | 1:33,99 |
| 2017    | Mistrzostwa świata          | Londyn         | 4. H    | bieg na 100 m      | 11,37   |
| 2017    | Mistrzostwa świata          | Londyn         | DSQ H   | sztafeta 4 × 100 m | N/A     |
| 2018    | Halowe mistrzostwa świata   | Birmingham     | 5. H    | bieg na 60 m       | 7,35    |
| 2018    | Igrzyska azjatyckie         | Dżakarta       | 3.      | bieg na 100 m      | 11,33   |
| 2018    | Igrzyska azjatyckie         | Dżakarta       | 3.      | bieg na 200 m      | 23,27   |
| 2018    | Igrzyska azjatyckie         | Dżakarta       | 2.      | sztafeta 4 × 100 m | 42,84   |
| 2019    | Mistrzostwa Azji            | Doha           | 3.      | bieg na 100 m      | 11,37   |
| 2019    | Mistrzostwa Azji            | Doha           | 1.      | sztafeta 4 × 100 m | 42,87   |
| 2019    | IAAF World Relays           | Jokohama       | DSQ H   | sztafeta 4 × 100 m | N/A     |
| 2019    | IAAF World Relays           | Jokohama       | 2.      | sztafeta 4 × 200 m | 1:32,76 |
| 2019    | Mistrzostwa świata          | Doha           | 7. SF   | bieg na 100 m      | 11,28   |
| 2019    | Mistrzostwa świata          | Doha           | DSQ     | sztafeta 4 × 100 m | N/A     |
| 2021    | Letnie igrzyska olimpijskie | Tokio          | 6. H    | bieg na 100 m      | 11,48   |
| 2021    | Letnie igrzyska olimpijskie | Tokio          | 6.      | sztafeta 4 × 100 m | 42,71   |
| 2022    | Mistrzostwa świata          | Eugene         | 4. H    | sztafeta 4 × 100 m | 42,93   |
| 2023    | Mistrzostwa Azji            | Bangkok        | 1.      | sztafeta 4 × 100 m | 43,35   |
| 2023    | Igrzyska azjatyckie         | Hangzhou       | 5.      | bieg na 100 m      | 11,40   |
| 2023    | Igrzyska azjatyckie         | Hangzhou       | 1.      | sztafeta 4 × 100 m | 43,39   |
| Źródło: |                             |                |         |                    |         |

## Rekordy życiowe
(stan na 12 lutego 2022)
- bieg na 100 m – 10,99 (1 lipca 2018, La Chaux-de-Fonds)
- bieg na 200 m – 22,97 (22 czerwca 2018, Madryt)
- sztafeta 4 × 100 m – 42,31 (1 września 2019, Berlin)
- sztafeta 4 × 200 m – 1:32,76 (12 maja 2019, Jokohama)
- sztafeta 4 × 400 m – 3:59,16 (14 maja 2012, Chon Buri)

Halowe
- bieg na 60 m – 7,17 (28 lutego 2016, Nankin)
- bieg na 200 m – 23,61 (22 marca 2014, Pekin)

Źródło: 